# Максимук Юрій Олександрович
Максимук Юрій Олександрович (23 квітня 1930 — 5 травня 2007), доктор медичних наук (1972), професор (1972).

## Біографія
Народився 23 квітня 1930 року в селі Піща Шацького району Волинської області. 
У 1947 році закінчив Піщанську семирічну школу, після працював різноробом; санітаром Піщанського зооветеринарного пункту.
З 1950 по 1953 рік навчався в Шацькій середній школі. 
У 1959 році закінчив  Івано-Франківський медичний інститут.
У 1959 році отримав посаду старшого лаборанта.
З 1960 по 1962 рік навчався в аспірантурі (кафедра анатомії людини).
З 1962 по 1967 рік – асистент кафедри анатомії людини Івано-Франківського медичного інституту. 
У 1963 році у Донецькому медичному інституті захистив кандидатську дисертацію «Пластичність артеріальної системи легень в умовах обхідного кровообігу».
У 1967 році за конкурсом обраний на посаду асистента кафедри анатомії людини Полтавського медичного стоматологічного інституту.
З 1968 року – доцент кафедри анатомії людини.
У 1971 році у Київському медичному інституті захистив докторську дисертацію «До функціональної морфології кровоносного русла легень в експерименті».
У 1972 році отримав почесне звання професора. 
З 1973  по 1993 рік – завідувач кафедри анатомії людини Полтавського медичного стоматологічного інституту. 
З 1979 по 1995 рік – голова Полтавського обласного наукового товариства анатомів, гістологів і ембріологів. 
З 1993 по 2007 рік – професор кафедри анатомії людини. 
Під керівництвом Юрія Олександровича було проведено переобладнання кафедри в новозбудованому морфологічному корпусі, оформлено й відкрито 2 анатомічні музеї. Брав активну участь у створенні програми з анатомії людини українською мовою, анатомічної номенклатури.
З відзнакою закінчив вечірній університет  журналістики. Був членом Полтавської спілки літераторів і пропагував здоровий спосіб життя. Виступав на радіо, публікувався в газетах «Зоря Полтавщини», «Молода громада», «Полтавський вісник», «Трибуна лікаря».
Помер 5 лютого 2007 року.

## Наукова діяльність
Юрій Олександрович був неперевершеним майстром постановки експерименту та методики ін’єкційного дослідження судинного русла. У своїх наукових розвідках він довів існування анастомозів між судинами великого та малого кола кровообігу на рівні структурно-функціональних одиниць легень. Уперше вивчив шляхи колатерального кровообігу в легенях, детально описав і продемонстрував пластичні властивості гілок легеневої артерії і легеневих вен; показав потенціальні властивості бронхіальних артерій і вен в умовах утрудненого легеневого кровообігу. Відомий швейцарський вчений Вейбель зауважував, що в легенях відсутні умови для розвитку шляхів обхідного кровообігу з причини кінцевого розподілу гілок легеневої артерії. Юрій Максимук довів протилежне. У дослідах на тваринах він продемонстрував ці шляхи наочно. Було доведено, що перерва припливу крові по сегментарних чи підсегментарних гілках легеневої артерії не призводить до виникнення інфаркту цих ділянок легень, цьому запобігають розвинуті шляхи обхідного кровообігу. Якість виконаних ним ін’єкцій кровоносних судин легень і отримання доказових рентгеноангіограм досі залишаються ніким не перевершеною. Отримані українським ученим  дані стали анатомічним обґрунтуванням більш широкого застосування оперативних втручань на легенях і їх судинах. У процесі роботи була відкрита нова генерація розподілу підсегментарних бронхів і підсегментарних гілок легеневої артерії – переддольковий бронх і переддолькова артерія. 
Разом із учнями і послідовниками була вивчена просторова організація мікроциркуляторного русла пульпи зуба, малих і великих слинних, сльозової і щитоподібної залоз, ріст твердого піднебіння, пропріоцептивна іннервація м’язів голови та шиї. Отримані дані дозволили запропонувати раціональні терміни виправлення аномалій прикусу, місця розрізу м’язів і викроювання клаптів для міопластики у щелепно-лицевій ділянці голови. 
Професор – один з організаторів Полтавського наукового товариства анатомів, гістологів і ембріологів (з 1979 по 1995 рік – голова товариства).  
Автор понад 400 наукових праць, підготував 3 докторів наук та 15 кандидатів наук. 

## Нагороди та почесні звання
Нагороджений медалями «За трудову відзнаку», «Ветеран праці», знаком «Відмінник охорони здоров’я», знаком Міністерства вищої і середньої спеціальної освіти «За відмінні успіхи в роботі». Був обраний членом-кореспондентом Вінницької академії медико-технічних наук НМТТ України, почесним академіком Української медичної стоматологічної академії, почесним академіком Академії наук України і Міжнародної академії інтегрованої антропології, почесним членом Асоціації анатомів, гістологів, ембріологів та топографоанатомів України.